# Montagny-sur-Grosne
Montagny-sur-Grosne è un comune francese di 90 abitanti situato nel dipartimento della Saona e Loira nella regione della Borgogna-Franca Contea.

## Società

### Evoluzione demografica
Abitanti censiti